# Гайбах (Нижня Франконія)
Гайбах (нім. Haibach) — громада в Німеччині, розташована в землі Баварія. Підпорядковується адміністративному округу Нижня Франконія. Входить до складу району Ашаффенбург.
Площа — 7,36 км2. Населення становить 8441 ос. (станом на 31 грудня 2020).